# Transmodernismo
O transmodernismo é um movimento filosófico e cultural fundado pelo filósofo argentino-mexicano Enrique Dussel. Ele se refere a si mesmo como um transmodernista e escreveu uma série de ensaios criticando a teoria pós-moderna e defendendo um modo de pensar transmoderno. O transmodernismo é um desenvolvimento do pensamento após o período do pós-modernismo; como movimento, também se desenvolveu a partir do modernismo e, por sua vez, critica a modernidade e a pós-modernidade, encarando-as como o fim do modernismo.
O transmodernismo é influenciado por muitos movimentos filosóficos. Sua ênfase na espiritualidade foi influenciada pelos movimentos esotéricos durante o Renascimento. O transmodernismo é influenciado pelo transcendentalismo e idealiza diferentes figuras dos Estados Unidos de meados do século XIX, com destaque para Ralph Waldo Emerson. O transmodernismo está relacionado a diferentes aspectos da filosofia marxista, tendo um terreno comum com a teologia da libertação católica romana dissidente.

## Filosofias
As visões filosóficas do movimento transmodernista contêm elementos tanto do modernismo quanto do pós-modernismo. O transmodernismo foi descrito como "novo modernismo" e seus proponentes admiram estilos de vanguarda. Baseia muito de suas crenças centrais na teoria integral de Ken Wilber, aquelas de criar uma síntese das realidades "pré-modernas", "modernas" e "pós-modernas".
No transmodernismo, há lugar tanto para tradição quanto para modernidade, e ele busca como um movimento revitalizar e modernizar a tradição ao invés de destruí-la ou substituí-la. A honra e a reverência da antiguidade e dos estilos de vida tradicionais são importantes no transmodernismo, ao contrário do modernismo ou do pós-modernismo. O transmodernismo critica o pessimismo, o niilismo, o relativismo e o contrailuminismo. Abrange, de forma limitada, otimismo, absolutismo, fundacionalismo e universalismo. Tem uma maneira analógica de pensar, vendo as coisas de fora e não de dentro.

## Movimento
Como movimento, o transmodernismo enfatiza a espiritualidade, as religiões alternativas e a psicologia transpessoal. Ao contrário do pós-modernismo, discorda da secularização da sociedade, enfatizando a religião, e critica a rejeição de visões de mundo como falsas ou sem importância. O transmodernismo enfatiza a xenofilia e o globalismo, promovendo a importância de diferentes culturas e valorização cultural. Busca uma visão de mundo sobre assuntos culturais e é anti-eurocêntrico e anti- imperialista.
Ambientalismo, sustentabilidade e ecologia são aspectos importantes da teoria transmoderna. O transmodernismo abraça a proteção ambiental e enfatiza a importância da vida em vizinhança, construindo comunidades, bem como ordem e limpeza. Aceita a mudança tecnológica, mas apenas quando seu objetivo é melhorar a vida ou as condições humanas. Outros aspectos do transmodernismo são os da democracia e da escuta dos pobres e do sofrimento.
O transmodernismo assume fortes posições sobre feminismo, saúde, vida familiar e relacionamentos. Promove a emancipação das mulheres e dos direitos femininos, mas também promove vários valores tradicionais morais e éticos familiares; a importância da família é particularmente enfatizada.

## Principais números
O transmodernismo é um movimento filosófico menor em comparação ao pós-modernismo e é relativamente novo no Hemisfério Norte, mas tem um grande conjunto de figuras e filósofos importantes, tendo Enrique Dussel como seu fundador. Ken Wilber, o inventor da Teoria Integral, argumenta de um ponto de vista transpessoal. Paul Gilroy, um teórico cultural, também "endossou entusiasticamente" o pensamento transmoderno, e Ziauddin Sardar, um estudioso islâmico, é um crítico do pós-modernismo e, em muitos casos, adota um modo de pensar transmodernista.
Ensaios e trabalhos argumentando a partir de um ponto de vista transmodernista foram publicados ao longo dos anos.